# ضب غيري
ضب غيري «ضب گيري» (الاسم العلمي: Uromastyx geyri)، نوع من العظاءات المنتمية إلى فصيلة الحرذونيات. هذا النوع مستوطن في شمال إفريقيا.

## الموئل
يوجد في الموائل الصخرية شبه قاحلة.

## النطاق الجغرافي
يوجد ضب غيري في أجزاء من الجزائر ومالي والنيجر.

## أصل التسمية
الاسم المحدد مُهدى لعالم الحيوان الألماني هانز غير فون شويبنبورغ.